# Allopachria schoenmanni
Allopachria schoenmanni är en skalbaggsart som beskrevs av Wewalka 2000. Allopachria schoenmanni ingår i släktet Allopachria och familjen dykare. Inga underarter finns listade i Catalogue of Life.